# NGC 6219
NGC 6219 is een lensvormig sterrenstelsel in het sterrenbeeld Hercules. Het hemelobject werd op 10 juni 1863 ontdekt door de Duitse astronoom Albert Marth.

## Synoniemen
- MCG 2-43-1
- ZWG 81.4
- PGC 58944